# لیزه پرو
لیزه پرو (انگلیسی: Liese Prokop; ۲۷ مارس ۱۹۴۱ – ۳۱ دسامبر ۲۰۰۶) ورزشکار دو و میدانی و سیاست‌مدار اهل اتریش بود.